# Gran Premio di Cecoslovacchia 1937

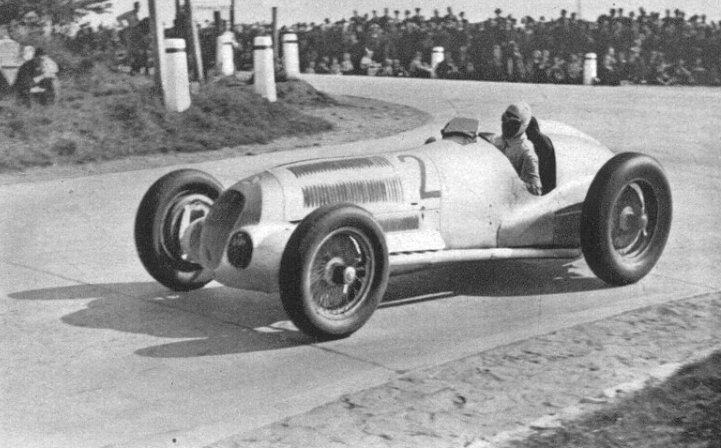
Il vincitore della gara, Rudolf Caracciola, su una Mercedes-Benz W125

Il Gran Premio di Cecoslovacchia 1937 è stata la ventesima prova non valida per la stagione 1937 del Campionato europeo di automobilismo e settima edizione del Gran Premio di Cecoslovacchia. La gara si è corsa il 26 settembre 1937 sul Circuito di Brno, ed è stata vinta dal tedesco Rudolf Caracciola su Mercedes-Benz, al suo primo successo nella competizione; Caracciola ha preceduto all'arrivo il connazionale e compagno di squadra Manfred von Brauchitsch e i due piloti dell'Auto Union Hermann Paul Müller e Bernd Rosemeyer.

## Vigilia
Questo era il settimo e quello che si sarebbe rivelato l'ultimo GP di Cecoslovacchia. Sei giorni prima era venuto a mancare Thomas Garigue Masaryk, co-fondatore e primo presidente della Repubblica Cecoslovacca.

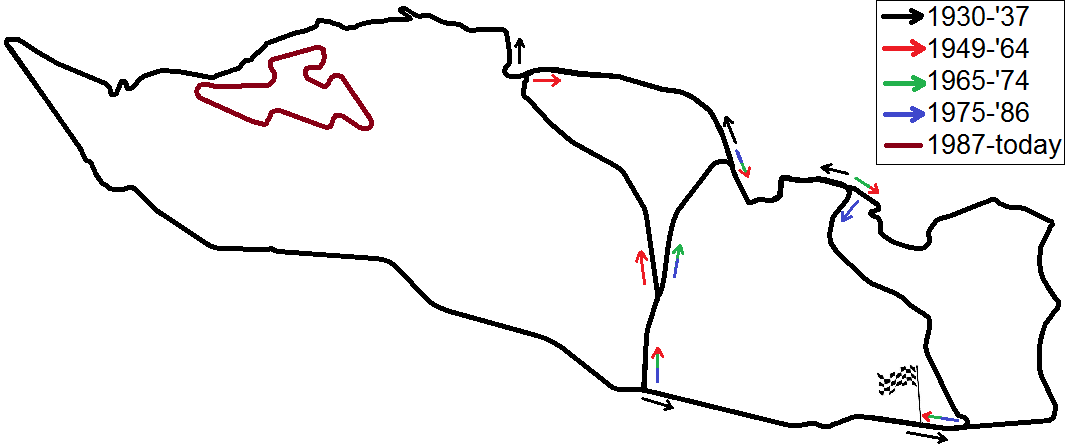
Tutti i layout del circuito Masaryk (circuito di Brno) tra il 1930 e oggi combinati.

Il team Auto Union è arrivato con quattro vetture V16 tipo C per Bernd Rosemeyer, Hermann Paul Müller e Achille Varzi, che avevano un contratto di 3 gare. Il team manager Dr. Karl Otto Feuereissen ha avuto problemi con i loro piloti poiché Stuck aveva lasciato la squadra due settimane prima dopo il Gran Premio d'Italia, Hasse era ancora malato con gli infortuni alle gambe e ai piedi che aveva ricevuto durante il suo incidente a Monaco e Varzi si è presentato con due dita fasciate. Durante il primo giorno di prove Varzi è stato molto lento e durante il secondo giorno di prove ha dichiarato di non essere in grado di guidare con le dita ferite e ha chiesto il permesso di partire subito perché aveva un treno da prendere per Vienna.
Il team Daimler-Benz, gestito da Alfred Neubauer, arrivò con quattro vetture W125 per Rudolf Caracciola, Manfred von Brauchitsch, Hermann Lang, Richard Seaman come piloti e Christian Kautz come pilota di riserva.
La Scuderia Ferrari, il braccio corse della fabbrica Alfa Romeo, è arrivata venerdì con due Alfa Romeo 12C-36 per Tazio Nuvolari e Antonio Brivio.
C'erano cinque voci indipendenti ma nessuna aveva una possibilità di vittoria: la vecchia Maserati 8CM dell'ungherese László Hartmann era rossa, argento e verde. Il conte ungherese Ernõ Festetics guidava anche una Maserati 8CM. Il tedesco Paul Pietsch e l'italiano Luigi Soffietti entrarono entrambi nella Maserati 6C-34. Hans Ruesch era malato di un'infezione e aveva il suo pilota di riserva Renato Balestrero per guidare la sua Alfa Romeo 8C-35 da 3,8 litri.

### Elenco iscritti
| Scuderia         | Costruttore   | Telaio               | Motore                                    | Gomme | Nº | Piloti                  |
| ---------------- | ------------- | -------------------- | ----------------------------------------- | ----- | -- | ----------------------- |
| Daimler-Benz AG  | Mercedes-Benz | Mercedes-Benz W125   | Mercedes-Benz M 125 F 5.7L I8 Compressore | C     | 2  | Rudolf Caracciola       |
| Daimler-Benz AG  | Mercedes-Benz | Mercedes-Benz W125   | Mercedes-Benz M 125 F 5.7L I8 Compressore | C     | 4  | Manfred von Brauchitsch |
| Daimler-Benz AG  | Mercedes-Benz | Mercedes-Benz W125   | Mercedes-Benz M 125 F 5.7L I8 Compressore | C     | 6  | Richard Seaman          |
| Daimler-Benz AG  | Mercedes-Benz | Mercedes-Benz W125   | Mercedes-Benz M 125 F 5.7L I8 Compressore | C     | 8  | Hermann Lang            |
| Auto Union AG    | Auto Union    | Auto Union C         | Auto Union 6.0L V16 Compressore           | C     | 10 | Bernd Rosemeyer         |
| Auto Union AG    | Auto Union    | Auto Union C         | Auto Union 6.0L V16 Compressore           | C     | 12 | Achille Varzi           |
| Auto Union AG    | Auto Union    | Auto Union C         | Auto Union 6.0L V16 Compressore           | C     | 14 | Hermann Paul Müller     |
| Auto Union AG    | Auto Union    | Auto Union C         | Auto Union 6.0L V16 Compressore           | C     | 16 | Rudolf Hasse            |
| Scuderia Ferrari | Alfa Romeo    | Alfa Romeo 12C-36    | Alfa Romeo 4.1L V12 Compressore           | E     | 18 | Tazio Nuvolari          |
| Scuderia Ferrari | Alfa Romeo    | Alfa Romeo 12C-36    | Alfa Romeo 4.1L V12 Compressore           | E     | 20 | Marchese Antonio Brivio |
| E. Siena         | Alfa Romeo    |                      |                                           |       | 22 | Eugenio Siena           |
| P. Pietsch       | Maserati      | Maserati 6C-34       | Maserati 3.7L I6 Compressore              |       | 24 | Paul Pietsch            |
| R. Balestrero    | Alfa Romeo    | Alfa Romeo Tipo B/P3 | Alfa Romeo 2.9L I8 Compressore            |       | 26 | Renato Balestrero       |
| L. Soffietti     | Maserati      | Maserati 6C-34       | Maserati 3.7L I6 Compressore              |       | 28 | Luigi Soffietti         |
| Graf Festetics   | Maserati      | Maserati 8CM         | Maserati 3.0L I8 Compressore              |       | 32 | Graf Ernõ Festetics     |
| L. Hartmann      | Maserati      | Maserati 4CM         | Maserati 2.5L I4 Compressore              |       | 34 | László Hartmann         |
| J. Calcianu      | Maserati      |                      |                                           |       | 36 | Jean Calcianu           |

## Prove

### Resoconto
Gli organizzatori hanno limitato le prove a venerdì e sabato, perché era costoso sorvegliare il circuito lungo 30 km. Dopo che ebbero luogo le verifiche tecniche.
Le prove libere del venerdì dalle 9 alle 12 sono state le prime in cui tutti i piloti iscritti dovevano essere presenti. Le prove sono state ritardate ma sono iniziate alle 9:30 per le vetture piccole. Intorno alle 10:30 le vetture di grandi dimensioni hanno iniziato le prove con l'Auto Union di Rosemeyer che è stata la prima vettura a scendere in pista tra i vivi applausi della tribuna. Seguono poi le Mercedes-Benz di Lang e Seaman e le Alfa Romeo di Nuvolari e Brivio. Pochi secondi dopo partirono Paul Pietsch con la sua Maserati grigia, von Brauchitsch, Varzi e Caracciola. Alla fine le macchine tornarono. Rosemeyer ha guidato dopo il primo giro, ha appena superato i box per un secondo giro di prove mentre Neubauer ha fatto fermare tutte le sue vetture dopo il primo giro. Dopo il passaggio delle Alfa Romeo di Nuvolari e Brivio, è comparso Pietsch, anch'egli desideroso di fare il suo secondo giro.
Pochi secondi dopo si poteva sentire dalla tribuna "È in fiamme!", "È in fiamme!" A circa 250 metri dalla tribuna si trovava infatti l'auto di Pietsch di traverso sulla strada in fiamme. Gli spettatori sulla tribuna sono stati sopraffatti da un'immensa eccitazione e molti hanno cercato di raggiungere l'auto in fiamme sulla strada, sebbene le auto da corsa fossero ancora in pista. I controllori e la polizia riuscivano a tenere lontani gli spettatori solo con il massimo sforzo. Sulla base delle testimonianze oculari e delle tracce di frenata lasciate dall'auto di Pietsch, si potrebbero ricostruire i dettagli dell'incidente. Pietsch che aveva superato la tribuna a gran velocità, probabilmente aveva preso la svolta insignificante subito dopo la tribuna, entrando a gomito a destra e riportando la macchina a metà strada è entrato in sbandata e ha guidato molto vicino alla strada a sinistra frontiera. Tirando indietro l'auto a destra ha perso il controllo dell'auto sulla strada in pendenza, che improvvisamente ha svoltato trasversalmente e con un impatto in pieno ha colpito un palo del telefono, che è stato tagliato a metà. Lo stesso Pietsch fu espulso dall'auto con un ampio arco verso il pendio dove giaceva privo di sensi. L'auto si è ribaltata più volte e alla fine si è fermata a testa in giù in mezzo alla strada. Un attimo dopo l'intera macchina fu avvolta dalle fiamme che accesero anche la pozza di carburante accanto all'auto. Ci è voluto del tempo prima che un'auto di emergenza e funzionari con estintori arrivassero sul luogo dell'incidente. Pietsch ha ricevuto i primi soccorsi prima di essere trasportato in un ospedale dove è rimasto per qualche tempo in stato di profonda incoscienza. Si è appreso che aveva subito una grave commozione cerebrale e contusioni alla schiena. Non c'erano mezzi sufficienti per spegnere l'auto in fiamme e alla fine rimase solo un rottame di ferro nero che fu spostato nel fosso stradale per aprire la pista per ulteriori prove.
Quando la direzione della corsa ha riaperto la pista, le vetture di grandi dimensioni si sono esercitate fino a mezzogiorno. I tempi del venerdì hanno mostrato che Brauchitsch ha fatto il miglior tempo in 12'25, il suo compagno di squadra Lang in 12'44 mentre Caracciola ha fatto 13,34. Rosemeyer ha fatto un giro in 12'43, Nuvolari in 13'02 e Brivio in 13'10. I tomi di pratica del sabato non sono noti.

## Qualifiche

### Resoconto
I tempi però non contavano per un posto in griglia, cosa non troppo popolare dato che la pista di Brno era molto stretta ed i sorpassi erano difficili. Le squadre pareggiano per le prime otto posizioni e i corsari per le ultime quattro. La Scuderia Ferrari ha ottenuto le posizioni #1 e #4, e Auto Union le posizioni #3 e #6. Il team Mercedes ha preso le posizioni #2, #5, #7 e #8 e dopo alcune discussioni interne Lang ha ottenuto la prima fila perché era stato il più veloce in prova e Caracciola si era già assicurato il suo Campionato Europeo.
Alla fine le qualifiche vennero fatte per sorteggio e a conquistare la pole position è Tazio Nuvolari su Alfa Romeo mentre il suo compagno di squadra Brivio è solo quarto. In seconda posizione viene sorteggiata la Mercedes-Benz di Hermann Lang mentre i suoi compagni di squadra von Brauchitsch, Seaman e Caracciola sono quinto, settimo e ottavo, terza e quinta sono le due Auto Union di Rosemeyer e Müller. Chiudono la griglia le tre Maserati di Soffietti, Hartmann e Festetics e l'Alfa Romeo di Balestrero, che ha sostituito Pietsch.

### Risultati
Nella sessione di qualifica si è avuta questa situazione:
| Pos | Nº | Pilota                  | Costruttore   | Tempo       | Griglia |
| --- | -- | ----------------------- | ------------- | ----------- | ------- |
| 1   | 18 | Tazio Nuvolari          | Alfa Romeo    | senza tempo | 1       |
| 2   | 8  | Hermann Lang            | Mercedes-Benz | senza tempo | 2       |
| 3   | 10 | Bernd Rosemeyer         | Auto Union    | senza tempo | 3       |
| 4   | 20 | Antonio Brivio          | Alfa Romeo    | senza tempo | 4       |
| 5   | 4  | Manfred von Brauchitsch | Mercedes-Benz | senza tempo | 5       |
| 6   | 14 | Hermann Paul Müller     | Auto Union    | senza tempo | 6       |
| 7   | 6  | Richard Seaman          | Mercedes-Benz | senza tempo | 7       |
| 8   | 2  | Rudolf Caracciola       | Mercedes-Benz | senza tempo | 8       |
| 9   | 28 | Luigi Soffietti         | Maserati      | senza tempo | 9       |
| 10  | 34 | László Hartmann         | Maserati      | senza tempo | 10      |
| 11  | 26 | Renato Balestrero       | Alfa Romeo    | senza tempo | 11      |
| 12  | 32 | Ernõ Festetics          | Maserati      | senza tempo | 12      |

## Gara

### Griglia di partenza
Posizionamento dei piloti alla partenza della gara.
| Prima fila   | 1 Pos.                       |                                | 2 Pos.                                |
| ------------ | ---------------------------- | ------------------------------ | ------------------------------------- |
|              | Tazio Nuvolari Alfa Romeo    |                                | Hermann Lang Mercedes-Benz            |
| Seconda fila |                              | 3 Pos.                         |                                       |
|              |                              | Bernd Rosemeyer Auto Union     |                                       |
| Terza fila   | 4 Pos.                       |                                | 5 Pos.                                |
|              | Antonio Brivio Alfa Romeo    |                                | Manfred von Brauchitsch Mercedes-Benz |
| Quarta fila  |                              | 6 Pos.                         |                                       |
|              |                              | Hermann Paul Müller Auto Union |                                       |
| Quinta fila  | 7 Pos.                       |                                | 8 Pos.                                |
|              | Richard Seaman Mercedes-Benz |                                | Rudolf Caracciola Mercedes-Benz       |
| Sesta fila   |                              | 9 Pos.                         |                                       |
|              |                              | Luigi Soffietti Maserati       |                                       |
| Settima fila | 10 Pos.                      |                                | 11 Pos.                               |
|              | László Hartmann Maserati     |                                | Renato Balestrero Alfa Romeo          |
| Ottava fila  |                              | 12 Pos.                        |                                       |
|              |                              | Ernõ Festetics Maserati        |                                       |

### Resoconto
Una folla gigantesca di circa 200.000 spettatori si è presentata domenica per le gare. Dopo la gara delle Voiturette, vinta da Gigi Villoresi, è stata la volta della classe Grand Prix. Alle 12:15 è stata ammainata la bandiera e le dodici vetture sono andate via con Lang in testa e con Soffietti ultimo dopo aver mancato la partenza. A Pisárky l'ordine era Lang, Rosemeyer, Müller, von Brauchitsch e Caracciola. Caracciola aveva deciso di frenare un po' durante i primi giri. Sulla pista stretta era difficile trovare una via d'uscita, quindi i commissari erano attenti a chiunque cercasse di bloccare i suoi avversari, e sia Müller che Balestrero sono stati avvertiti. Allo Zebetin Müller era stato costretto a lasciar passare von Brauchitsch e Müller stava rapidamente cadendo più in basso in campo.
A Ostrovacice Lang era al comando seguito da Rosemeyer, von Brauchitsch, Caracciola, Nuvolari, Müller, Seaman e Brivio. Un bollettino diceva che Lang aveva colpito un sasso al 15 km, cosa che Lang avrebbe poi negato.
Al secondo giro Rosemeyer ha mancato una curva e per un secondo è sembrato in viaggio verso la città di Brno. Una svolta di 180 gradi ed è tornato rapidamente sulla strada giusta senza perdere alcuna posizione, ma aveva perso mezzo chilometro rispetto a Lang. L'ordine è rimasto lo stesso al secondo giro come al primo, tranne per il fatto che Seaman aveva superato Müller per la sesta posizione. Al terzo giro Rosemeyer ha ripreso l'inseguimento di Lang e alla fine del giro il distacco è sceso a 3,9 secondi. Von Brauchitsch, incapace di tenere il ritmo del duo di testa, ha ora lasciato passare Caracciola in modo che quest'ultimo potesse provare a riprendere l'inseguimento di Rosemeyer.
Superando Kyvalka al quarto giro, Rosemeyer aveva preso il comando da Lang, che ha avuto difficoltà a seguire il campione dell'Auto Union sul tortuoso e difficile tracciato di Brno. Dietro di loro Caracciola era anche più veloce di Rosemeyer mentre von Brauchitsch cercava di seguirlo, ma il ritmo di Caracciola si era rivelato troppo per lui e ha distrutto velocemente le gomme. Più indietro nella lotta per il quinto al settimo posto tra Nuvolari, Seaman e Müller, Müller era riuscito a ripassare Seaman. Alla fine del quarto giro Soffietti si è fermato ai box con un assale piegato e si è ritirato.
Al giro successivo Lang ha avuto il peggior incidente della sua carriera. In una curva a destra in prossimità del palo del km 13 la Mercedes ha iniziato a scivolare sulla ghiaia della strada ed è finita nel fosso uccidendo due persone e ferendone altre 12 che erano sedute nel fosso in una zona vietata. Gli organizzatori hanno detto a Neubauer di portare Lang fuori dal paese il più rapidamente possibile prima che venisse arrestato.
Dopo aver effettuato un pit-stop, Balestrero ha abbandonato la sua Alfa al km 6 al 5º giro. Nuvolari ha avuto un guasto alla gomma posteriore sinistra ed è dovuto raggiungere il box di riserva sul cerchione, perdendo circa tre minuti e cadendo in fondo al gruppo. Caracciola era in ottima forma, superando Rosemeyer per il comando al sesto giro e facendo il giro più veloce della gara con un tempo di 11 min 59,3 s. Von Brauchitsch, dopo aver distrutto le gomme, ha dovuto fermarsi al box di riserva. Nuvolari, che aveva superato le retrovie, ha dovuto fare un nuovo pit-stop e anche Hartmann è rientrato ai box.
Alla fine del settimo giro Caracciola rientrava ai box per la sua sosta di routine, seguito circa 25 secondi dopo da Rosemeyer. Entrambi sono ripartiti rapidamente, il team Mercedes ha svolto un lavoro leggermente più veloce. Von Brauchitsch ha dovuto fare una nuova sosta perché non c'era carburante al pozzo di riserva ed è caduto di nuovo in campo. Brivio ha effettuato la sua sosta di routine e Hartmann è rientrato ai box.
All'ottavo giro i freni di Rosemeyer si sono bloccati e l'Auto Union è uscita di pista ed è caduta. Una ruota è stata danneggiata così gravemente che il conducente ha dovuto ritirarsi sul posto. Caracciola era ora in testa a Müller e Seaman con von Brauchitsch e Nuvolari quarto e quinto. Alla fine del giro, è arrivato il momento per Müller e Seaman di fare le soste e sono rientrati in pista senza perdere posizioni. Caracciola, che ora aveva un vantaggio enorme e un carico di carburante elevato, stava girando, facendo quattro giri lenti di fila ciascuno ben oltre un minuto più lento del suo più veloce. Al nono giro Nuvolari ha perso una gomma e ha guidato a lungo sul cerchione fino al deposito di emergenza di Ostrovacice ed è rimasto alle spalle di Brivio.
A due ore dall'inizio della gara, dopo la caduta, Rosemeyer era riuscito a rientrare ai box, spinto da uno spettatore felice fino all'area di partenza, e Müller era stato segnalato per fermarsi al giro successivo. Seaman è riuscito a superare Müller per il secondo posto al decimo giro e all'undicesimo giro von Brauchitsch ha superato sia Seaman che Müller per diventare secondo. Le vetture Mercedes ora occupavano le prime tre posizioni.

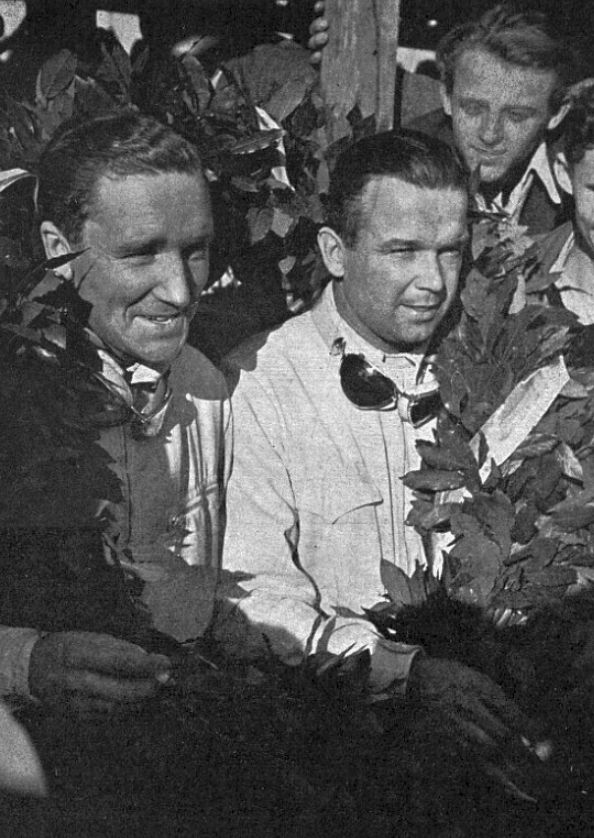
Caracciola (a destra) e Brauchitsch (a sinistra) dopo la vittoria del Gran Premio di Masaryk

Rosemeyer ha iniziato a fare dei giri veloci e poiché sulla pista di 30 km ci è voluto un po' di tempo prima che il team dei box Mercedes avvertisse i propri piloti, Rosemeyer aveva ridotto il distacco da Seaman al terzo posto a 48 secondi quando l'ultimo giro è iniziato dopo aver fatto 13º giro in 12'07,4 e 14º giro in 12'04,9 (Caracciola e Seaman in 12'38 e von Brauchitsch in 12'26). Incredibilmente Rosemeyer ha poi catturato e superato il marinaio sorpreso ed è stato entro cinque secondi da von Brauchitsch quando le auto hanno preso la bandiera. Ma nessuno ha potuto sfidare Caracciola che ha tagliato il traguardo con 35 secondi di vantaggio sul compagno di squadra. Nuvolari ha portato a casa la sua Alfa al quinto posto a un giro dal vincitore. Sarebbe stata l'ultima volta che il "Mantovano volante" ha concluso una gara su un'Alfa Romeo.

### Risultati
Risultati finali della gara.
| Pos | Nº | Pilota                              | Costruttore   | Giri | Tempo/Ritiro          | Griglia |
| --- | -- | ----------------------------------- | ------------- | ---- | --------------------- | ------- |
| 1   | 2  | Rudolf Caracciola                   | Mercedes-Benz | 15   | 3h09'25"3             | 8       |
| 2   | 4  | Manfred von Brauchitsch             | Mercedes-Benz | 15   | +36"4                 | 5       |
| 3   | 14 | Hermann Paul Müller Bernd Rosemeyer | Auto Union    | 15   | +41"8                 | 6       |
| 4   | 6  | Richard Seaman                      | Mercedes-Benz | 15   | +1'18"5               | 7       |
| 5   | 18 | Tazio Nuvolari                      | Alfa Romeo    | 14   | +1 giro               | 1       |
| 6   | 20 | Antonio Brivio                      | Alfa Romeo    | 14   | +1 giro               | 4       |
| 7   | 34 | László Hartmann                     | Maserati      | 13   | +2 giri               | 10      |
| 8   | 32 | Ernõ Festetics                      | Maserati      | 12   | +3 giri               | 12      |
| Rit | 10 | Bernd Rosemeyer                     | Auto Union    | 7    | Incidente             | 3       |
| Rit | 8  | Hermann Lang                        | Mercedes-Benz | 4    | Incidente             | 2       |
| Rit | 26 | Renato Balestrero                   | Alfa Romeo    | 4    |                       | 11      |
| Rit | 28 | Luigi Soffietti                     | Maserati      | 4    |                       | 9       |
| NP  | 12 | Achille Varzi                       | Auto Union    | 0    | Solo prove libere     | -       |
| NP  | 16 | Rudolf Hasse                        | Auto Union    | 0    | Malattia              | -       |
| NP  | 24 | Paul Pietsch                        | Maserati      | 0    | Incidente nelle prove | -       |
| NA  | 22 | Eugenio Siena                       | Alfa Romeo    | 0    | Non è arrivato        | -       |
| NA  | 36 | Jean Calcianu                       | Maserati      | 0    | Incidente mortale     | -       |

## Gran Premio di Cecoslovacchia per vetturette
Il Gran Premio di Cecoslovacchia per vetturette 1937 è stata la ventesima prova non valida per la stagione 1937 del Campionato europeo di automobilismo e settima edizione del Gran Premio di Cecoslovacchia per vetturette con cilindrata massima di 1500 cm³.
La gara si è corsa il 26 settembre 1937 sul circuito di Brno, ed è stata vinta dall'italiano Gigi Villoresi su Maserati, al suo primo successo nella competizione; Villoresi ha preceduto all'arrivo l'inglese Martin su ERA e l'ungherese László Hartmann su Maserati.

### Vigilia
Conosciuta anche come GP de la Ville de Brno, la gara Voiturette ha preceduto la gara GP.
I migliori piloti Maserati hanno corso sul Circuito di Campione d'Italia, sul Lago di Lugano. Tuttavia, Gigi Villoresi ha corso con la 6CM della Scuderia Ambrosiana e l'ungherese László Hartmann è entrato nella stessa nuova Maserati con sospensioni indipendenti e motore 4CM migliorato con cui aveva corso a Berna mentre Emmanuel de Graffenried ha corso con la sua vecchia Maserati 4CM.
Il team ERA ufficiale non era presente, quindi c'erano solo due voci ERA, Bira con R2B "Romulus" e Charles Martin con R3A. Il pilota austriaco Robert Fleischanderl di Waidhofen an der Ybbs è salito su una Amilcar e il tedesco Max Ruess di Gleiwitz su una BMW.
L'elenco degli iscritti comprendeva diversi piloti locali, i più noti dei quali Bruno Sojka con una Bugatti T51A e Zdeněk Pohl con una MG K3 Magnette. Altri piloti cechi erano Václav Vaniček da Praga e Antonín Komár di Kyjov su Bugatti, Karel Vlašín da Brno con un'Amilcar, Frantisek Hoštálek di Hradec Králové e B. Hlavic da Brno, entrambi su una "Z" e il Dr. Vladimir Pohoecký di Český Brod con una BMW.

### Elenco iscritti
| Scuderia            | Costruttore    | Telaio         | Motore                         | Gomme | Nº          | Piloti                         |
| ------------------- | -------------- | -------------- | ------------------------------ | ----- | ----------- | ------------------------------ |
| "B Bira"            | ERA            | ERA B          | ERA 1.5L I6 Compressore        |       | 2           | Prince Bira                    |
| C. Martin           | ERA            | ERA A          | ERA 1.5L I6 Compressore        |       | 4           | Charles Martin                 |
| Scuderia Ambrosiana | Maserati       | Maserati 6CM   | Maserati 1.5L I6 Compressore   |       | 6           | Gigi Villoresi                 |
| B. Sojka            | Bugatti        | Bugatti T51A   | Bugatti 1.5L I8 Compressore    |       | 8           | Bruno Sojka                    |
| Z. Pohl             | MG             | MG K3 Magnette | MG 1.1L I6 Compressore         |       | 10          | Zdeněk Pohl                    |
| Y. Giraud-Cabantous | Caban          | Caban          | Caban 1.1L I4 Compressore      |       | 12          | Yves Giraud-Cabantous          |
| J. Du Puy           | Maserati       | Maserati 4CM   | Maserati 1.5L I4 Compressore   |       | 14          | Barone Emmanuel de Graffenried |
| J. Du Puy           | Maserati       | Maserati 6CM   | Maserati 1.5L I6 Compressore   | 16    | John Du Puy |                                |
| R. Fleischanderl    | Amilcar        | Amilcar C6     | Amilcar 1.1L I6 Compressore    |       | 18          | Robert Fleischanderl           |
| L. Hartmann         | Maserati       | Maserati 4CM   | Maserati 1.5L I4 Compressore   |       | 20          | László Hartmann                |
| V. Vaniček          | Bugatti        | Bugatti        | Bugatti                        |       | 22          | Václav Vaniček                 |
| A. Komár            | Bugatti        | Bugatti T37A   | Bugatti 1.5L I4 Compressore    |       | 24          | Antonín Komár                  |
| K. Vlašín           | Amilcar        | Amilcar C6     | Amilcar                        |       | 26          | Karel Vlašín                   |
| F. Hoštálek         | Zbrojovka Brno | Z 14           | Zbrojovka Brno                 |       | 28          | Frantisek Hoštálek             |
| B. Hlavic           | Zbrojovka Brno | Z              | Zbrojovka Brno                 |       | 30          | B. Hlavic                      |
| DR. V. Pohoecký     | BMW            | BMW            | BMW                            |       | 32          | Dr. Vladimir Pohoecký          |
| M. Ruess            | BMW            | BMW            | BMW                            |       | 34          | Max Ruess                      |
| B. Pecka            | Bugatti        | Bugatti        | Bugatti 1.5L Turbocompressore  |       |             | B. Pecka                       |
| Graf Festetics      | Maserati       | Maserati       | Maserati 1.5L Turbocompressore |       |             | Graf Ernõ Festetics            |
| F. Schmidt          | Bugatti        | Bugatti T51A   | Bugatti 1.5L I8 Compressore    |       |             | Florian Schmidt                |
| M. Hofer            | Bugatti        | Bugatti T51A   | Bugatti 1.5L I8 Compressore    |       |             | Marcel Hofer                   |

### Prove
Le posizioni in griglia non sono state determinate dai tempi delle prove, ma da un sorteggio. Venerdì il tempo era sereno ma nuvoloso. Le prove sono state posticipate, ma sono iniziate alle 9:30 per le piccole vetture. Solo cinque vetture hanno preso parte alla sessione, con Bira che è stato il più veloce. Durante le prove, però, si è verificato un piccolo incidente quando il pilota di Brno della Z Hlavic è uscito di pista dopo il km 4, finendo in un fosso. Per fortuna, né il pilota né la vettura hanno riportato gravi conseguenze, ma non hanno potuto prendere il via alla gara. Il sabato è stato un giorno ventoso, con l'inglese Martin che ha fatto registrare alcuni giri veloci, mentre il pilota thailandese è riuscito a completare solo un giro prima che un cilindro della sua ERA si rompesse.

### Qualifiche
L'ordine sulla griglia di partenza è stato stabilito tramite un sorteggio: dei pochi dati che risultano, Pohl e Martin sarebbero scattati dalla prima fila, dietro di loro al centro Bira e dietro di lui il barone Graffenried, Villoresi, Sojka e altri.

#### Risultati (parziali)
| Pos | Nº | Pilota                  | Costruttore | Tempo       | Griglia |
| --- | -- | ----------------------- | ----------- | ----------- | ------- |
| 1   | 10 | Zdeněk Pohl             | MG          | senza tempo | 1       |
| 2   | 4  | Charles Martin          | ERA         | senza tempo | 2       |
| 3   | 2  | Bira                    | ERA         | senza tempo | 3       |
| 4   | 14 | Emmanuel de Graffenried | Maserati    | senza tempo | 4       |
| 5   | 6  | Gigi Villoresi          | Maserati    | senza tempo | 5       |
| 6   | 8  | Bruno Sojka             | Bugatti     | senza tempo | 6       |

### Gara

#### Resoconto

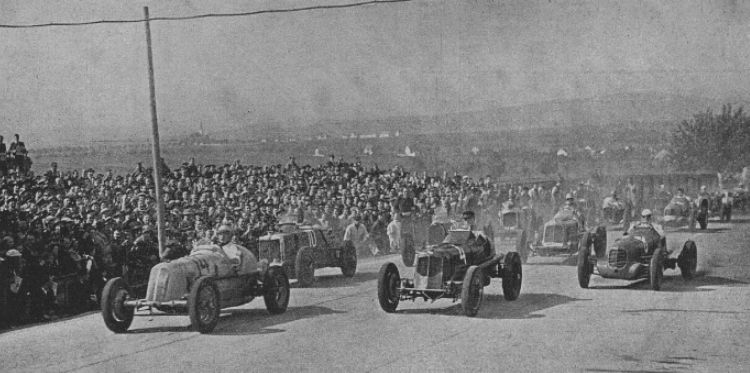
Partenza del Gran Premio di Cecoslovacchia (voiturette 1500 cc). Piloti in foto: de Graffenried (n. 14), Martin (n. 4), Pohl (n. 10) e Villoresi (n. 6)

Una folla enorme, attorno ai 200.000 spettatori, si è presentata domenica all'evento. Il tabellone aveva piazzato Bira con "Romulus" molto indietro in griglia, mentre una foto subito dopo la stella sembra indicare che de Graffenried, Martin, Pohl e Villoresi avessero le migliori posizioni in griglia.
Dopo la cerimonia di apertura alle ore 10:05 con il discorso dell'Ing. Vrby (presidente del ČAMS), che ha ricordato il presidente Tomáš Masaryk, morto 12 giorni prima dell'evento, alle ore 10:30, la bandiera è stata abbassata con Martin che prende il comando seguito da Villoresi, Hartmann, Fleischanderl e Pohl. Bira ha fatto un'ottima partenza e portandosi in seconda posizione, ma è andato lungo alla prima curva nella via di fuga ed è sceso al quarto posto dietro a Martin, Villoresi e Hartmann. Quando le vetture si sono riorganizzate dopo il primo giro, Martin era ancora in testa con Bira a 2,2 secondi di ritardo, Villoresi a 7,1 secondi da Bira, Hartmann a 5,7 secondi da Villoresi e de Graffenried a ulteriori 4,4 secondi.
Al secondo giro Sojka ha superato de Graffenried, conquistando la quinta posizione. Il distacco tra Martin e Bira era ancora di soli 3,2 secondi, ma Villoresi aveva ormai perso 14 secondi da Bira mentre al giro successivo Martin è riuscito ad aumentare il distacco da Bira portandolo a 11,1 secondi, con Villoresi che si stava rapidamente avvicinando, a soli 4,4 secondi dall'ERA.

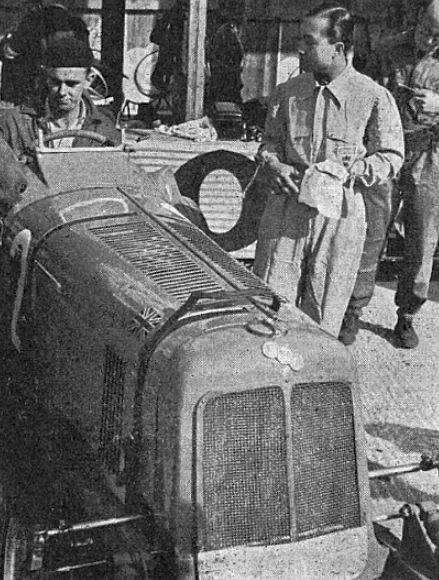
Il Prince Bira accanto alla ERA numero 2, con la quale si è classificato 4°

Al quarto giro si è scatenata una lotta serrata tra i tre piloti di testa. Bira è riuscito a prendere il comando a metà giro, poi è stato il turno di Villoresi e alla fine del giro Martin è tornato in testa, seguito da Villoresi a 3 secondi di distacco e da Bira, terzo a 4 secondi. Pohl, in sesta posizione, ha perso il controllo e si è ribaltato in mezzo al pubblico: almeno due spettatori sono rimasti feriti, tra cui il signor Fritz Köhler di Vienna, che ha riportato una lieve commozione cerebrale.

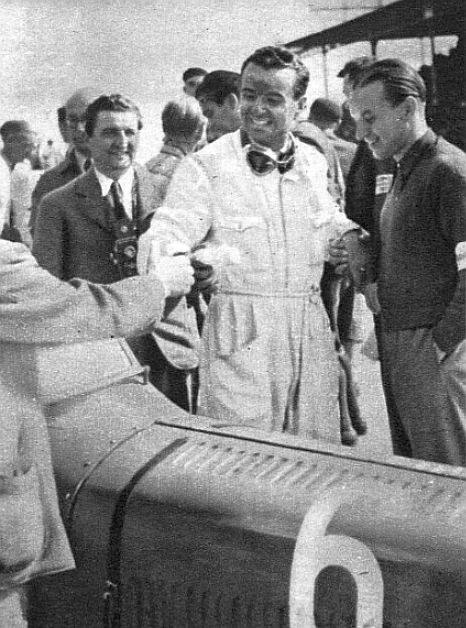
Gigi Villoresi, vincitore del Gran Premio Masaryk del 1937 nella classe vetturette 1500 cc con accanto la Maserati 6CM

All'ultimo giro Villoresi ha ripreso il comando e lo ha mantenuto fino al traguardo, andando a vincere davanti al britannico Martin, la cui ERA aveva avuto un problema di accensione a causa di una candela difettosa. Il ritmo era stato superiore alle possibilità del motore del pilota thailandese, che aveva perso un cilindro costringendo il principe a tornare al traguardo con un motore dal suono terribile e che schizzava olio da tutte le parti. Questo guasto tecnico ha permesso all'ungherese Hartmann di superare Bira, ma è riuscito a tenere il cecoslovacco Sojka alle spalle, concludendo quarto.

#### Risultati
Risultati finali della gara.
| Pos | Nº | Pilota                  | Costruttore    | Giri | Tempo/Ritiro                            | Griglia |
| --- | -- | ----------------------- | -------------- | ---- | --------------------------------------- | ------- |
| 1   | 6  | Gigi Villoresi          | Maserati       | 5    | 1h10'19"8                               | 5       |
| 2   | 4  | Charles Martin          | ERA            | 5    | +14"6                                   | 2       |
| 3   | 20 | László Hartmann         | Maserati       | 5    | +46"2                                   | ?       |
| 4   | 2  | Bira                    | ERA            | 5    | +5'26"5                                 | 3       |
| 5   | 8  | Bruno Sojka             | Bugatti        | 5    | +5"28"2                                 | 6       |
| 6   | 14 | Emmanuel de Graffenried | Maserati       | 4    | +1 giro                                 | 4       |
| 7   | 22 | Václav Vaniček          | Bugatti        | 4    | +1 giro                                 | ?       |
| 8   | 28 | Frantisek Hoštálek      | Zbrojovka Brno | 3    | +2 giri                                 | ?       |
| Rit | 10 | Zdeněk Pohl             | MG             | 4    | Incidente                               | 1       |
| Rit | 32 | Vladmir Pohprecký       | BMW            | 3    |                                         | ?       |
| Rit | 34 | Max Ruess               | BMW            | 3    | Foratura pneumatico posteriore          | ?       |
| Rit | 18 | Robert Fleischanderl    | Amilcar        | 3    | Impatto con asse posteriore danneggiato | ?       |
| Rit | 24 | Antonín Komár           | Bugatti        | 2    | Pistone                                 | ?       |
| NP  | 16 | John Du Puy             | Maserati       | 0    | Pompa dell'olio                         | -       |
| NP  | 26 | Karel Vlašín            | Amilcar        | 0    | Motore                                  | -       |
| NP  | 30 | B. Hlavic               | Zbrojovka Brno | 0    | Incidente                               | -       |
| NA  | 12 | Yves Giraud-Cabantous   | Caban          | 0    | Non è arrivato                          | -       |
| NA  |    | B. Pecka                | Bugatti        | 0    | Non è arrivato                          | -       |
| NA  |    | Ernõ Festetics          | Maserati       | 0    | Non è arrivato                          | -       |
| NA  |    | Florian Schmidt         | Bugatti        | 0    | Non è arrivato                          | -       |
| NA  |    | Marcel Hofer            | Bugatti        | 0    | Non è arrivato                          | -       |